# Командный чемпионат СССР по переписке 1984—1987
Командный чемпионат СССР по шахматам по переписке 1984—1987 — 8-й чемпионат.

## Командные результаты
1. Москва — 133½ очков из 192
2. Литва — 127
3. РСФСР — 124
4. Украина — 121½
5. Латвия — 118
6. Азербайджан — 114
7. Ленинград — 113½
8. Эстония — 100
9. Казахстан — 96
10. Туркмения — 89
11. Белоруссия — 83
12. Узбекистан — 75
13. Армения — 74
14. Молдавия — 73
15. Таджикистан — 62
16. Киргизия — 59
17. Грузия — 57

## Индивидуальные результаты команды-победительницы
1. А. Королёв — 11 очков из 16
2. И. Китайгородский — 11½
3. Ав. Быховский — 10
4. Г. Богданович — 10½
5. А. Письменный — 11
6. Ю. Гутоп — 12
7. А. Кариоти — 12½
8. М. Кеворкян — 11
9. А. Янгарбер — 8
10. В. Цапликов — 11
11. Т. Зайцева — 15
12. С. Кузьмина — 10

## Турнир первых досок
1. И. Копылов (РСФСР) — 11½ очков из 16
2—3. Р. Акопов (Азербайджан), А. Королёв (Москва) — по 11
4—5. Э. Витолиньш (Латвия), Е. Мочалов (Белоруссия) — по 10½
6—7. У. Ибадлаев (Узбекистан), Б. Румянцев (Литва) — по 9
8—9. А. Лутовинов (Ленинград), Н. Шальнев (Украина) — по 8½
10. О. Медведев (Таджикистан) — 8
11. В. Панкевич (Киргизия) — 7½
12. В. Пилилян (Грузия) — 7
13—14. С. Колонарь / К. Канович (Молдавия), Р. Сеоев / В. Карпачев (Туркмения)— по 5½
15. X. Луйк (Эстония) — 5
16. Я. Зильберман (Казахстан) — 4
17. А. Мокацян (Армения) — 3

## Лучшие результаты по доскам
1. И. Копылов (РСФСР) — 11½ очков
2. К. Питксаар (Эстония) — 12
3. И. Зиновьев (Киргизия) — 12
4. И. Самарин (РСФСР) — 13½
5. В. Нормантас (Литва) — 12½
6. Ю. Гутоп (Москва) — 12
7. А. Кариоти (Москва) — 12½
8. Р. Климавичюс (Литва) — 12
9. В. Суткус (Литва), Р. Шахзадов (Азербайджан) — по 12
10. Ю. Исаев (Украина) — 12½
11. Т. Зайцева (Москва) — 15
12. Н. Шушпанова (Ленинград) — 14